# Norvège aux Jeux européens de 2015
La Norvège était présente aux Jeux européens de 2015, la première édition des Jeux européens, organisée à Bakou, en Azerbaïdjan.

## Médailles
| Sport                   | Discipline                      | Athlète(s)       | Performance | Date    |
| Médaille d'or : 0       |                                 |                  |             |         |
| Médaille d'argent : 0   |                                 |                  |             |         |
| Médailles de bronze : 2 |                                 |                  |             |         |
| Lutte                   | Femmes - Libre - Moins de 58 kg | Grace Bullen     |             | 16 juin |
| Escrime                 | Hommes - Epée individuelle      | Bartosz Piasecki |             | 24 juin |